# Атлантиды
О звёздных Атлантидах в созвездии Тельца, см. Плеяды (мифология) и Плеяды (звёздное скопление)
Атлантиды (лат. Atlantidae) — семейство планктонных морских брюхоногих моллюсков отряда Littorinimorpha. Голопланктонные организмы, демонстрирующие высочайшую адаптацию к пелагическому образу жизни. Раковина менее 1 см в диаметре.

## Классификация
В семействе Atlantidae 3 современных и 3 ископаемых рода:
- Atlanta Lesueur, 1817 — Атланты, 29 современных видов
- Oxygyrus Benson, 1835 — монотипный род, содержит только один вид Oxygyrus inflatus Benson, 1835
- Protatlanta Tesch, 1908 — один современный и несколько ископаемых видов
- † Bellerophina d’Orbigny, 1843 — меловой период
- † Eoatlanta Cossmann, 1888 — палеоцен—эоцен
- † Mioatlanta di Geronimo, 1974 — миоцен